# Berche
Berche – miejscowość i gmina we Francji, w regionie Burgundia-Franche-Comté, w departamencie Doubs.
Według danych na rok 1990 gminę zamieszkiwało 489 osób, a gęstość zaludnienia wynosiła 157 osób/km² (wśród 1786 gmin Franche-Comté Berche plasuje się na 323. miejscu pod względem liczby ludności, natomiast pod względem powierzchni na miejscu 953.).